# Liste der Kulturdenkmale in Ostramondra
In der Liste der Kulturdenkmale in Ostramondra sind alle Kulturdenkmale der thüringischen Gemeinde Ostramondra (Landkreis Sömmerda) und ihrer Ortsteile aufgelistet (Stand: 2006).

## Ostramondra
Einzeldenkmale
| Bild                                    | Bezeichnung                                          | Lage                                   | Datierung | Beschreibung | ID |
| --------------------------------------- | ---------------------------------------------------- | -------------------------------------- | --------- | ------------ | -- |
| weitere Bilder Fotos hochladen          | Kirche St. Bonifacius mit Ausstattung                | Rettgenstedter Straße 8 (Karte)        |           |              |    |
| Fotos hochladen                         | Kirche St. Marien mit Ausstattung                    | Bahnhofstraße 30                       |           |              |    |
| Direkt Bild zu diesem Denkmal hochladen | Pfarrhaus                                            | Bahnhofstraße 4                        |           |              |    |
| Direkt Bild zu diesem Denkmal hochladen | Portal                                               | Hauptstraße 49                         |           |              |    |
| Direkt Bild zu diesem Denkmal hochladen | Hofanlage                                            | Neustadt 3                             |           |              |    |
| weitere Bilder Fotos hochladen          | Wasserschloss einschließlich Wirtschaftshof und Park | Schlossstraße 12, 12a und 12 b (Karte) |           |              |    |

## Quelle
- Landkreis Sömmerda. (Memento vom 1. Februar 2017 im Internet Archive; PDF; 160 kB) landkreis-soemmerda.de, Auszug aus dem Denkmalbuch des Landes Thüringen